# 자의왕후
자의왕후 김씨(慈儀王后 金氏, ? ~ 681년)는 신라의 제30대 왕인 문무왕의 왕비이다. 아들은 신문왕이며, 아버지는 파진찬 김선품이다. 자눌왕후(慈訥王后)라고도 한다. 진흥왕의 증손녀이다.

## 자의왕후가 등장한 작품
- 《대왕의 꿈》 (KBS, 2012년~2013년, 배우: 최규현)